# 牛込重忝
牛込 重忝（うしごめ しげのり、元和7年（1621年） - 貞享4年12月9日（1688年1月11日））は、江戸時代の旗本。通称は忠左衛門。長崎では勝登（かつなり）と称した。父は牛込俊重。妻は川勝重氏の娘。

## 生涯

### 長崎奉行になるまで
牛込氏は、はじめ藤姓足利氏を称し、上野国大胡（現在の群馬県前橋市）を領したことから姓を大胡氏に改め、のち小田原北条氏（後北条氏）に仕え武蔵国牛込（現在の東京都新宿区）を領したことから牛込氏に改めた。
重忝の祖父・勝重は後北条氏から転じて、徳川家康に仕えた。父の俊重は江戸幕府3代将軍・家光の弟で駿府藩55万石の徳川忠長に仕えたが、主君・忠長が改易のうえ自害した後は浪人となった。その後、500石を与えられ旗本として再び出仕した。
重忝は父がまだ忠長に仕えていた元和7年（1621年）に生まれた。元服した後は、20余年間、書院番を務めていた。寛文3年（1663年）、42歳の時、ようやく目付に任命された。

### 長崎奉行として
寛文11年（1671年）5月、50歳の時、長崎奉行を命じられ、着任した。
長崎奉行には数々の役得があり、「1代が長崎奉行を務めるだけで、子孫は一生安楽に暮せる」と言われていた。その中には、「八朔銀」という現在の賄賂に等しい上納金があった。特に豪勢なものはオランダ商館からの贈り物で、寛永20年（1643年）、重忝の先任者の山崎正信は「赤ラーケン3反・黒ラーケン3反・セルジ3反・上らしゃ3反・白綸子20反・色絹撚糸30斤・白紗綾10反・血色丸サンゴ15個を2オンス・遠視眼鏡2個・蒸留水20リットル・葡萄酒20リットル」を受け取っている。これほどの贈り物を用意できるほど、オランダの商人は長崎貿易で利益を得ていた。幕府はこの利益を日本に取り戻そうと画策し、重忝は長崎奉行に任命されたのである。
着任してから、まず取り組んだことは長崎の庶民の風紀を正すことであった。寛文12年（1672年）6月の重忝の御仕置は庶民を震え上がらせた。
本鍛冶屋町の熊十左衛門の娘みつ（16歳）は、3年前から長右衛門（29歳）という同じ町の男と交際していたが、1年前から江戸町の三郎兵衛（22歳）とも付き合っていた。2人はこれを全く知らなかったが、鍛冶屋町の平右衛門（32歳）と八左衛門が長右衛門にこれを知らせた。2人は仲裁役になり、みつの父・十左衛門も加えて、話し合いの結果、2人ともみつと別れることになった。ところが、八左衛門がひそかにみつと交際していることを知り、長右衛門が激怒。八左衛門の兄貴分の平右衛門に刃物で切りつけ、傷を負わせた――これが事件の内容である。負傷者が出たので、奉行所で詮議することになった。重忝の判決は以下であった。
- みつ 鼻そぎ
- 長右衛門 獄門
- 三郎兵衛 無罪放免
- 平右衛門 獄門
- 八左衛門 陰茎切除

普通の判決なら重くても遠島だが、敢えて重い刑を下したのである。これ以降、長崎での犯罪は徐々に少なくなっていった。
次に取り組んだのは今までの「相対貿易法」を変えることだった。これは明暦元年（1655年）に廃止された糸割符制に変わる取引法であり、糸割符仲間以外の商人でも、全員が自由にオランダ・中国の商人と取引できるというものだった。このため、買い付け価格が高騰し日本から大量の銀が流出した。
そこで重忝は、寛文12年（1672年）に「市法貿易法」を制定した。内容は、オランダ・中国の商人と取引をするものは全員「市法会所」に所属すること、オランダ・中国の品物は会所が値段を査定し奉行が「指し値」を決定して会所が一括で買い取ること、これまでオランダ・中国にあった売買値の決定権は奉行に属することなどを定めた。この結果、以前より安値で取引ができるようになり、取引で仕入れた品物を他都市の商人に売却したため、莫大な利益が長崎に生まれた。また、重忝はこの益金で長崎市街の整備を行った。市街を80町に整備し、長崎奉行所を西役所と立山役所に分散。さらに、寛文3年（1663年）の寛文大火により焼失した長崎聖堂を再建した。この街割で長崎くんち踊り町の順番が1年11町、現在に続く7年1巡に変更される。
シーボルトの鳴滝塾で知られる鳴滝の地名を京都の鳴滝にちなんで命名したのは重忝である。延宝8年（1680年）2月には、長崎の町中で俳諧・連歌を行なう者を、それぞれ一夜ずつ奉行所に召し寄せ、歌や詩を作らせて鑑賞している。
重忝が制定した「市法貿易法」により長崎の町民や商人たちに大きな利益がもたらされた。それを恩義に感じ、寛文12年（1672年）の9月26日、重忝が長崎北部の時津廻りで江戸に上った時、岩原郷（長崎市筑後町）の本蓮寺前から時津辺までのおよそ9キロにわたり大勢の見送りが続いたという。また、この見送りが慣例にもなったため、延宝4年（1676年）9月に重忝は商人たちに今年は派手な見送りはしないようにと厳命したほどであった。その一方、唐人やオランダ人の重忝に対する評価は悪く、「恥知らずで強欲の人」とみなされていた。
貞享4年（1688年）、死去。